# برج هارون
برج هارون هي بلدية تقع في مقاطعة وادي الحجارة ، قشتالة والمنجى في إسبانيا. وفقًا لتعداد عام 2004 ( INE ) ، يبلغ عدد سكان البلدية 79 نسمة.